# Chorotypidae
Chorotypidae es una familia de insectos ortópteros celíferos. Se distribuye por Sudamérica, Asia y África.

## Géneros
Según Orthoptera Species File (31 mars 2010):
- Chininae Burr 1899
  - China Burr, 1899
  - Eupatrides Brunner von Wattenwyl, 1898
- Chorotypinae Stål 1873
  - Burrinia Bolívar, 1930
  - Chorotypus Serville, 1838
  - Hemierianthus Saussure, 1903
  - Orchetypus Brunner von Wattenwyl, 1898
  - Phyllochoreia Westwood, 1839
  - Pseudorchetypus Descamps, 1974
  - Scirtotypus Brunner von Wattenwyl, 1898
  - Xiphicera Lamarck, 1817
- Erianthinae Karsch 1889
  - Bennia Burr, 1899
  - Bornerianthus Descamps, 1975
  - Butania Bolívar, 1903
  - Erianthella Descamps, 1975
  - Erianthina Descamps, 1975
  - Erianthus Stål, 1875
  - Khaserianthus Descamps, 1975
  - Macroerianthus Descamps, 1975
  - Pieltainerianthus Descamps, 1975
  - Pseuderianthus Descamps, 1975
  - Stenerianthus Descamps, 1975
  - Xenerianthus Descamps, 1975
- Eruciinae Burr 1899
  - Erucius Stål, 1875
- Mnesicleinae Descamps 1973
  - Adrapetes Karsch, 1889
  - Borneacridium Kevan, 1963
  - Chromomnesicles Descamps, 1974
  - Hyalomnesicles Descamps, 1974
  - Karnydia Bolívar, 1930
  - Lobiacris Descamps, 1974
  - Loximnesicles Descamps, 1974
  - Mnesicles Stål, 1878
  - Mnesiclesiella Descamps, 1974
  - Mnesiclesina Descamps, 1974
  - Odontomastax Bolívar, 1944
  - Paramnesicles Descamps, 1974
  - Philippinacridium Descamps, 1974
  - Pseudomnesicles Descamps, 1974
  - Samariella Descamps, 1974
  - Sibuyania Descamps, 1974
  - Tuberomastax Bolívar, 1944
  - Uvarovia Bolívar, 1930
  - Xenomnesicles Descamps, 1974
- Prionacanthinae Descamps 1973
  - Prionacantha Henry, 1940